# Microrregión de Ouro Preto

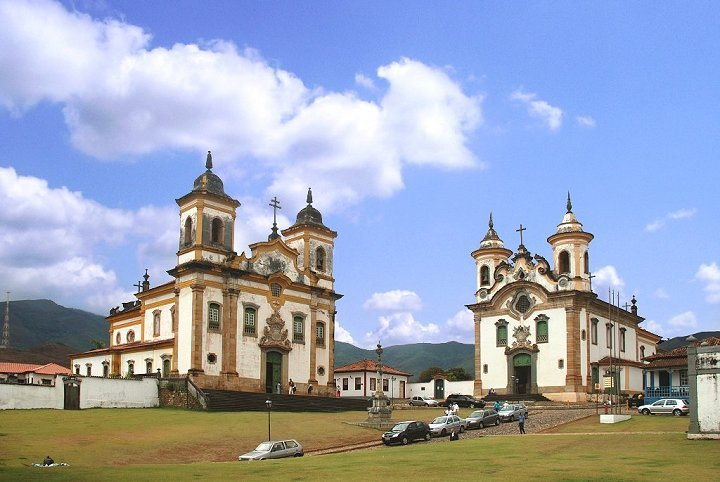
Iglesias de Mariana

La microrregión de Ouro Preto es una de las microrregiones del estado brasilero de Minas Gerais perteneciente a la mesorregión Metropolitana de Belo Horizonte. Su población fue estimada en 2006 por el IBGE en 168.100 habitantes y está dividida en cuatro municipios. Posee un área total de 3.146,449 km².

## Historia
Fue el escenario del nacimiento de Minas Gerais. Mariana fue la primera villa, ciudad y capital del estado de Minas Gerais. La urbanización de la región comenzó cuando fue descubierto el oro en la región, haciendo esto que varias personas migrasen hacia esa región.

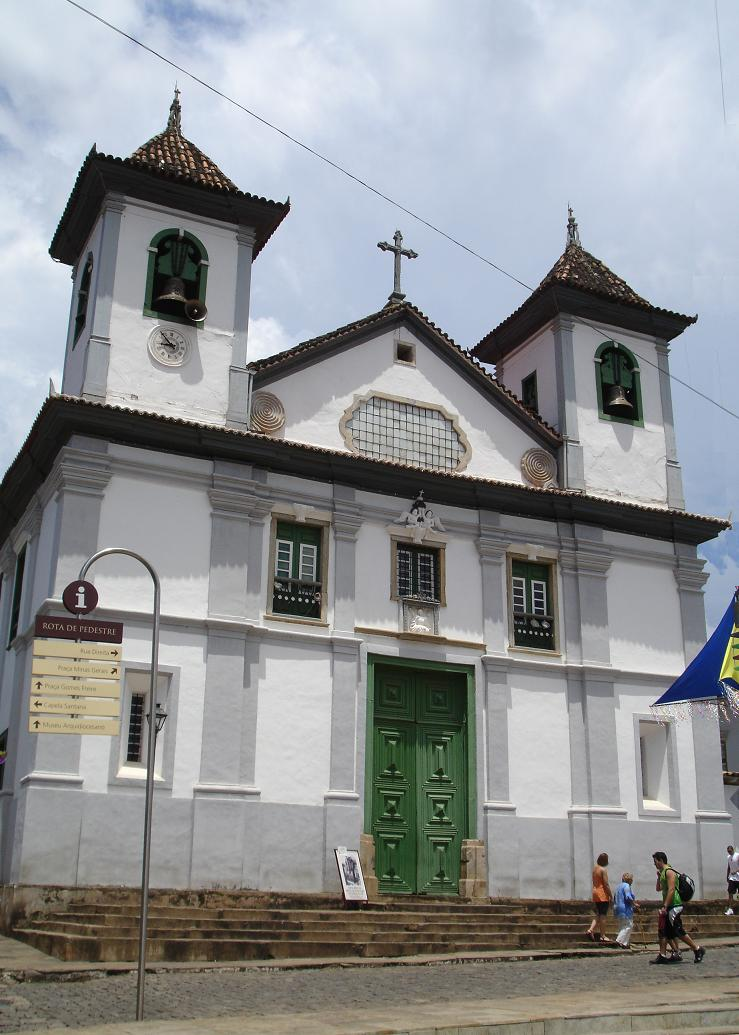
Catedral de Nuestra Señora de Assunção en Mariana

## Economía
Los municipios de esa microrregión, principalmente Oro Preto, Mariana y Itabirito poseen una economía de fuerte crecimiento, siendo así muy importante para todo el estado. La economía de la región está promovida principalmente por la extracción de mineral de hierro. El turismo también es una importante fuente de salario para la región.

## Turismo
En la región hay un gran flujo turístico. Los municipios más visitados son Oro Preto y Mariana. Esos municipios poseen varias iglesias de estilo barroco, además de diversas cascadas.

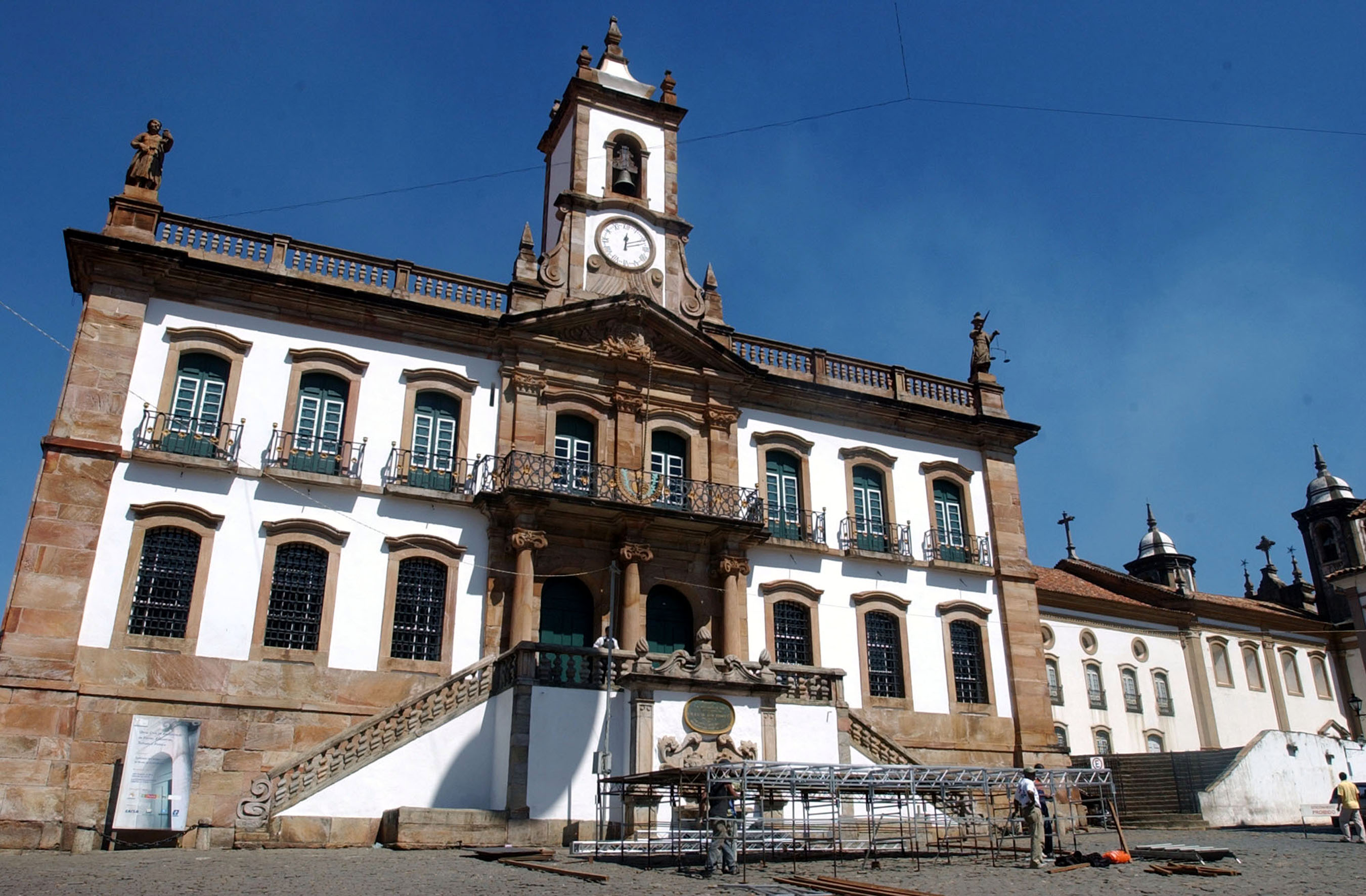
Museo de la Incofidência en Oro Preto

## Municipios
- Diogo de Vasconcelos
- Itabirito
- Mariana
- Ouro Preto

- Datos: Q2455612